# Anna-Maria Kantarius
Anna-Maria Isabela Kantarius, född 23 juli 1977 i Skärholmen i Stockholm, är en svensk filmproducent.
Kantarius har studerat film och TV på skolor i Sverige, Danmark och Spanien samt gått producentutbildningen på Den Danske Filmskole. 2002 gjorde hon kortfilmen Late at Night Early in the Century och 2003 Managua Rap, även det en kortfilm. Sedan dess har hon främst verkat som filmproducent bland annat för filmer som Pojktanten (2012) och Nånting måste gå sönder (2014). Under 2018 kom långfilmen Amatörer av Gabriela Pichler som Kantarius producerade, filmen blev nominerad till flera Guldbaggar och vann Dragon Award på GIFF 2018.
Kantarius har även producerat flera av Lisa Aschans kortfilmer samt hennes långfilm Det vita folket (2015) och Ring mamma! (2019).
År 2018 blev Anna-Maria Kantarius utvald till en av "tio producenter att hålla koll på" av Variety.

## Filmografi i urval
| Film                               | År   | Roll               |
| ---------------------------------- | ---- | ------------------ |
| Late at Night Early in the Century | 2002 | Regi och manus     |
| Managua Rap                        | 2003 | Producent och regi |
| Fuck the Rapist!                   | 2004 | Producent          |
| In transit                         | 2006 | Producent          |
| Goodbye bluebird                   | 2007 | Producent          |
| I Like It Like It Was              | 2011 | Producent          |
| Pojktanten                         | 2012 | Producent          |
| Babels torn på Bobi bar            | 2012 | Producent          |
| Nånting måste gå sönder            | 2014 | Producent          |
| Det vita folket                    | 2015 | Producent          |
| I Remember When I Die              | 2016 | Producent          |
| Guds tystnad                       | 2018 | Producent          |
| Smågodis, katter och lite våld     | 2018 | Producent          |
| 4032 Soluppgångar                  | 2018 | Producent          |
| Amatörer                           | 2018 | Producent          |
| Ring mamma!                        | 2019 | Producent          |
| Psykos i Stockholm                 | 2020 | Producent          |